# Нугушское водохранилище
Нугушское водохранилище расположено в низовьях реки Нугуш в Мелеузовском районе Башкортостана.
Находится между хребтом Баш-Алатау и горой Азгарлян на Южном Урале, на территории национального парка «Башкирия», в 35 км к северо-востоку от Мелеуза и в 45 км к юго-востоку от Салавата.

## Описание
Русло Нугуша перекрыто в 1967 году плотиной Нугушской ГЭС в 48 км от устья. Рядом с плотиной при строительстве возникло село Нугуш. На южном берегу водохранилища расположена деревня Сергеевка (Саргай).
Назначение водохранилища: сезонное регулирование стока Нугуша, водоснабжение городов Стерлитамака, Ишимбая, Салавата, выработка электроэнергии.
Берега крутые, покрыты лесом. Активно используется для отдыха и туризма, на берегах находятся летние лагеря, санатории, турбазы.
В водах распространены лещ, налим, окунь, сом, судак, щука, голавль, жерех, таймень, хариус, язь.

## Характеристика

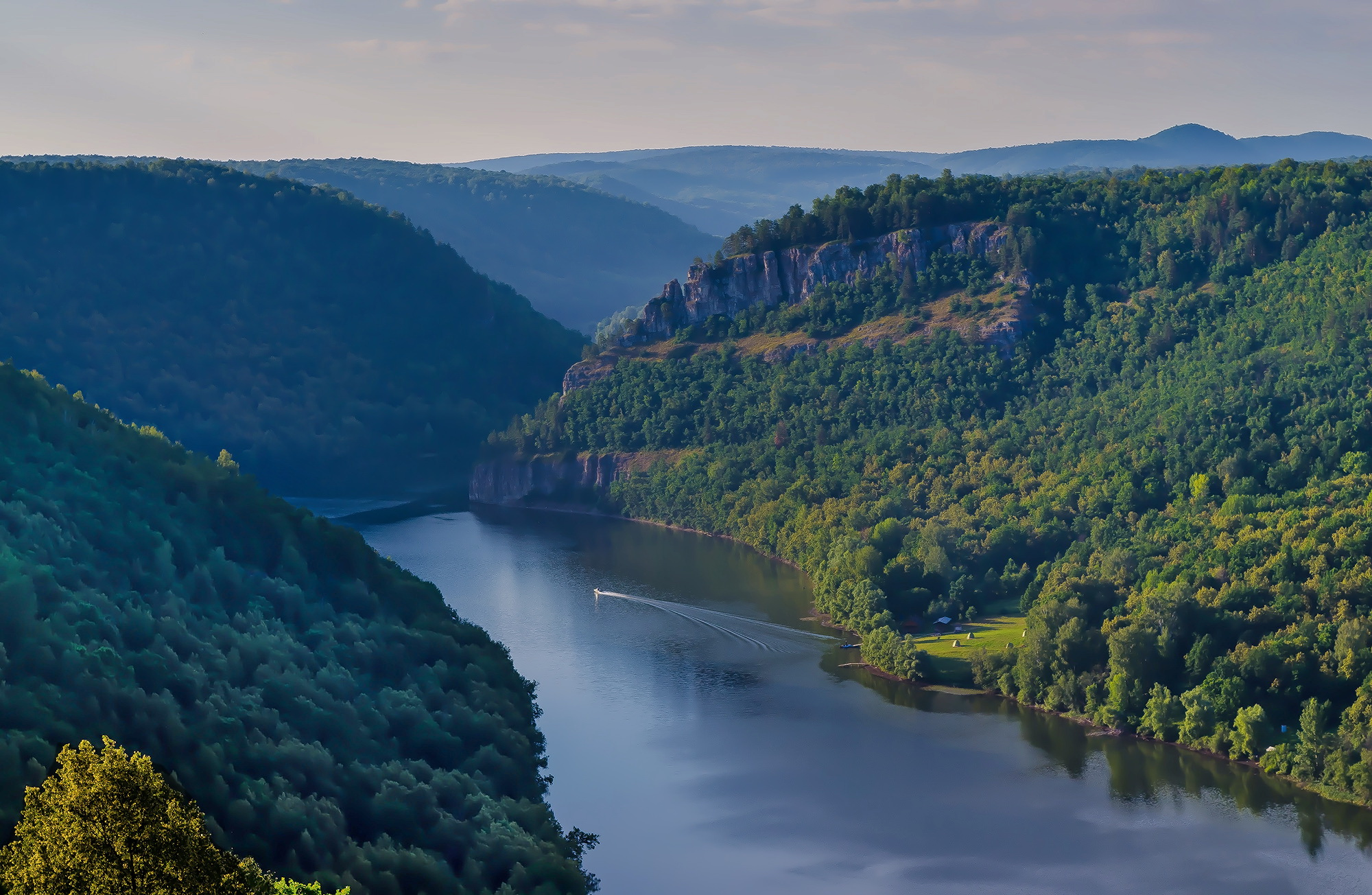
Соколиная скала

Объём 0,4 км³ (полезный объём 356 млн м³). Площадь 25,2 км². Урез воды: 217 м над уровнем моря.
Длина 25 км, средняя ширина 1 км (максимальная 5 км). Средняя глубина 16 м (максимальная 28 м).
Площадь водосборного бассейна 2827 км². Среднегодовой объём притока 1041 млн м³.
Впадают притоки Нугуша: правые (на севере) — Урюк (длина 91 км), Чубаратка; левые — Юрмашь, Кургашлы, Аккаваз.

## Чемпионат Башкирии по парусному спорту
На Нугушском водохранилище ежегодно проходит регата, чемпионат Башкирии по парусному спорту, участие принимают спортсмены на парусных досках и гоночных яхтах классов "Луч" и "Оптимист". 

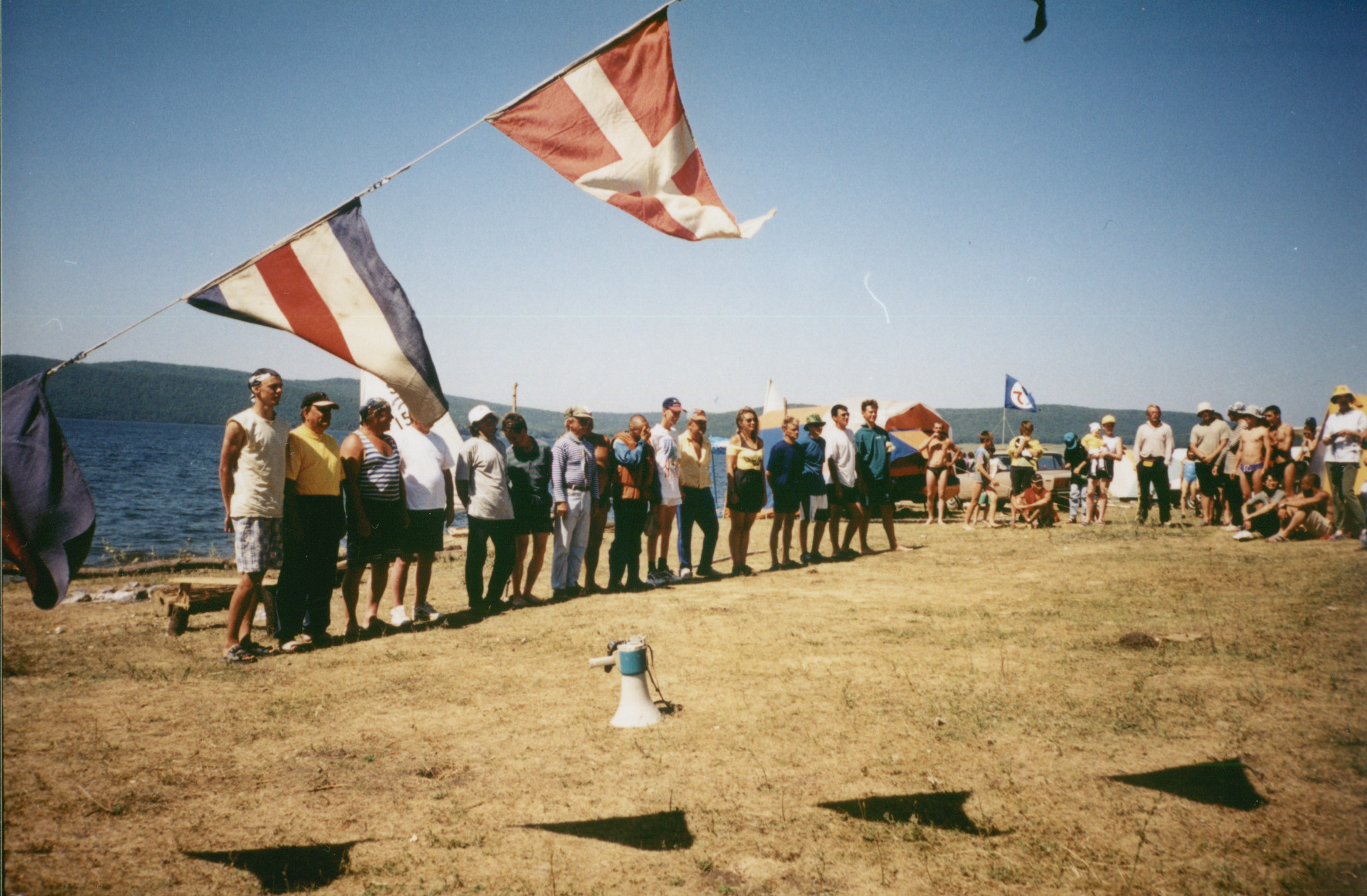
Соревнования по парусному спорту на Нугушском водохранилище, построение, 2001 год
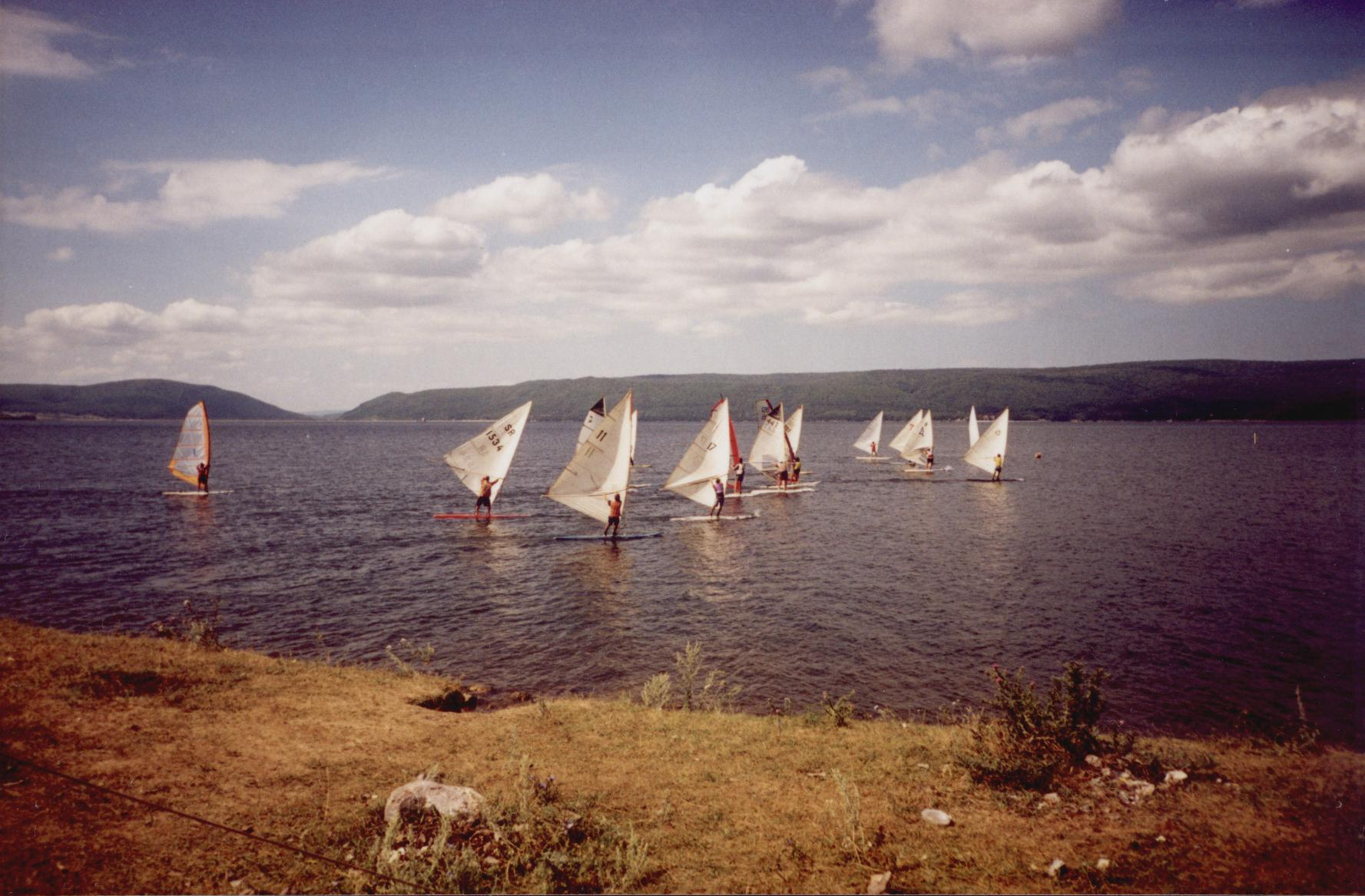
Соревнования по виндсерфингу на Нугушском водохранилище, гонка, 2001 год